# Octaedro (libro)
Octaedro es el quinto libro de cuentos del escritor argentino Julio Cortázar, publicado en 1974. Tal como anticipa el título, el libro consta de ocho historias disimiles, aunque bien podrían configurar una totalidad.

## Análisis de la obra
Los cuentos entremezclan cierto contenido social y político, temas que Cortázar abordó en Libro de Manuel (1973), junto con sus temáticas más recurrentes: el amor, el sueño, la enfermedad, la muerte y el umbral entre lo cotidiano y lo fantástico.

## Cuentos
Octaedro consta de 8 cuentos.

### Lugar llamado Kindberg
Resume la aventura de una noche entre el protagonista (hombre maduro, traductor) y una accesible muchacha chilena que encuentra en una carretera en Francia. Por miedo a la vida, por resabios burgueses, el hombre no sigue la aventura. El desenlace, como suele pasar en Cortázar, es deliberadamente trágico, pero el tono irónico de la narración impide la catarsis.

### Manuscrito hallado en un bolsillo
Esta novela corta cuenta la historia de un hombre que juega en el metro de París. El juego consiste en elegir una parada al azar, subir al metro e ir rumbo a esta parada. Si durante el trayecto encuentra una mujer que le gusta y que se para en la misma parada que él, se otorga el derecho de hablar con ella. Pero un día, por intriga de la mujer que llama Ana, sobrepasa las reglas del juego y aborda esa mujer. De allí empiezan a verse cada martes en el mismo café y a hablar, hasta que un día el hombre le confiesa a Ana lo del juego y que se den cuenta de la ilegitimidad de su encuentro. Así deciden de darse una segunda oportunidad durante 15 días para volver a encontrarse, pero esta vez sin traspasar las reglas.

### Las fases de Severo
Un gran número de personas se reúne en casa de Severo, quien se encuentra postrado en cama y es cuidado con esmero por su esposa, ante la tristeza del resto de su familia. Extrañas escenas se desarrollan sistemáticamente cuando se anuncia que Severo está a punto de entrar en una de sus «fases». Las mismas incluyen la fase del sudor, la de los saltos, la de las polillas, la de los números y la de los relojes. Aunque el resultado de una de ellas sume al protagonista en una profunda preocupación, sus amigos le aseguran que no desespere y que nadie está seguro exactamente cuándo se cumplirá la fatídica sentencia de Severo.

### Liliana llorando
El protagonista de la historia yace en la cama de un hospital esperando la muerte. Empieza a imaginar qué ocurrirá después de su fallecimiento: cómo reaccionará su madre, cuánto llorará su esposa Liliana, cómo será su funeral, qué harán sus amigos luego de que termine el mismo, en especial su amigo Alfredo, a quien le pidió previamente que cuidara de su madre y de Liliana. Las ensoñaciones se vuelven tan poderosas que el protagonista pareciera ignorar las noticias que le trae el médico.

### Ahí pero dónde, cómo
Cortázar rememora la muerte de su amigo Paco, fallecido 31 años atrás, y los constantes sueños en que se le presenta y que parecieran darle nueva vida sólo para volver a arrebatársela.

### Los pasos en las huellas
Jorge Fraga es un historiador que decide escribir un libro sobre la vida del poeta Claudio Romero. Pronto descubre indicios de que el poeta mantenía un amor oculto y sus investigaciones lo llevan a obtener cartas y demás pruebas que le permiten escribir el libro. La obra se convierte en un rotundo éxito, tanto para el público como para la crítica. Aunque todo parece ir mejor de lo que se podía haber imaginado, Fraga pronto acepta que el éxito de la obra está basado en una mentira.

### Verano
Mariano y Zulma son una pareja que pasa los veranos en una casa en el campo. Un amigo aparece una tarde y les pide que cuiden a su hija mientras realiza un viaje de urgencia. Durante la noche una serie de ruidos sobresalta a la pareja, quienes sospechan que se trata de un caballo que ha entrado al patio. Zulma teme que el caballo ingrese a la casa, pero luego los ruidos se detienen y la pareja sube a su dormitorio a dormir. A mitad de la noche Zulma despierta aterrada por una pesadilla y corre a la planta baja temiendo que el caballo haya entrado en la casa. Cuando ve a la niña entrar por la puerta principal, la acusa de intentar entrar al caballo, pero ella afirma que sólo había ido al baño. Mariano cierra la puerta, manda a la cama a la niña y fuerza a Zulma a regresar de nuevo a la habitación, intentando fallidamente calmarla. A la mañana siguiente Mariano revisa la casa y constata que casi todo está en orden.

### Cuello de gato negro
Una de las formas en que Lucho se distrae durante sus viajes diarios en el metro de París consiste en coquetear con mujeres rozando suavemente su mano contra las de ellas. Un día cualquiera, una chica comienza a acariciar su mano sin que él lo haya iniciado, por lo que queda intrigado. La mujer, llamada Dina, se disculpa negando haberlo hecho a propósito, pero cuando vuelve a hacerlo, Lucho lo interpreta como parte de un juego de seducción. Ambos se dirigen al departamento de Dina, donde ella le confiesa que sus manos se mueven por voluntad propia y que esto le ha impedido relacionarse con más personas. Lucho se muestra reticente al principio, pero al notar los problemas que tiene Dina para servir café comienza a creerlo. Luego de tener sexo las luces de la habitación se apagan. Dina intenta desesperadamente encontrar un fósforo, pero Lucho intenta detenerla y traerla de vuelta a la cama, lo que produce un desenlace nefasto.